# Asterostomopsis
Asterostomopsis är ett släkte av svampar. Asterostomopsis ingår i divisionen sporsäcksvampar och riket svampar. Släktet innehåller arten Asterostomopsis ghanaensis.